# Vikipalu
Vikipalu is een plaats in de Estlandse gemeente Anija, provincie Harjumaa. De plaats heeft de status van dorp (Estisch: küla).
Het station Lahinguvälja aan de spoorlijn Tallinn - Narva ligt op het grondgebied van Vikipalu.

## Bevolking
Het dorp had 61 inwoners op 31 december 2011 en 101 inwoners op 31 december 2021.